# Warner 30 Anos (O Rappa)
Warner 30 Anos - O Rappa är ett album samling av insamling Warner 30 Anos MINNES-årsdagen av skivbolaget Warner Music. Albumet innehåller låtar från alla tidigare noteringar om bandet och i synnerhet den stora framgångar på varje skiva.

## Låtlista
1. "Pescador de Ilusões"
2. "Me Deixa"
3. "Miséria S.A."
4. "O Salto"
5. "Lado B Lado A"
6. "A Feira"
7. "Reza Vela"
8. "Eu Quero Ver Gol"
9. "Rodo Cotidiano"
10. "Instinto Coletivo"
11. "Vapor Barato"
12. "Minha Alma (A paz que eu não quero)"
13. "Todo Camburão Tem Um Pouco de Navio Negreiro"
14. "Candidato Caô Caô"